# Waring prímsejtése
A számelmélet területén Waring prímsejtése a Vinogradov-tétellel közeli kapcsolatban álló sejtés, amely Edward Waring angol matematikusról kapta a nevét. A sejtés szerint minden 3-nál nagyobb páratlan szám vagy prímszám, vagy felírható három prímszám összegeként. A sejtés az általánosított Riemann-sejtés következménye.